# Uroža
Uroža är en ort i Bosnien och Hercegovina.   Den ligger i entiteten Federationen Bosnien och Hercegovina, i den centrala delen av landet, 90 km norr om huvudstaden Sarajevo. Uroža ligger 282 meter över havet och antalet invånare är 481.
Terrängen runt Uroža är kuperad åt nordväst, men åt sydost är den platt. Runt Uroža är det ganska tätbefolkat, med 93 invånare per kvadratkilometer.. Närmaste större samhälle är Srebrenik, 2,2 km norr om Uroža. 
Omgivningarna runt Uroža är en mosaik av jordbruksmark och naturlig växtlighet.